# Sybrand van Beest
Sybrand van Beest, född omkring 1610 och död 1674, var en holländsk konstnär.
van Beest var verksam först i Haag och senare i Amsterdam. Han målade i en kraftig färgskala torgscener, porträttgrupper, hamnstycken med mera. Verk av honom finns bland annat på Nationalmuseum i Stockholm.